# Avia Traffic Company
Avia Traffic Company (in russo ООО «Авиа Трафик Компани»?) è una compagnia aerea kirghisa con sede a Biškek.
Al 2015 opera voli di linea nazionali e internazionali verso 12 destinazioni, con hub principale presso l'Aeroporto Internazionale di Manas di Biškek più un secondo presso l'Aeroporto di Oš, nella città di Oš.
La compagnia è inserita nella lista dei vettori aerei soggetti a divieto operativo nell'Unione europea.

## Storia
La compagnia venne fondata il 20 giugno 2003, iniziando a operare nel 2004 su rotte nazionali grazie a una flotta basata su aeromobili turboelica Let L 410 e Antonov An-24. Dal 2008 amplia la sua offerta con voli internazionali diretti in Kazakistan, aeroporto di Almaty, Tagikistan, aeroporto di Dušanbe, e Russia, aeroporto di Novosibirsk-Tolmačëvo.
Nel 2010, l'azienda ha acquisito i britannici quadrigetto BAe 146-200 con cui ha allargato ulteriormente le proprie linee aeree nel territorio della Federazione Russa, con destinazioni Ekaterinenburg e Kazan', e stabilendo nuove rotte verso la Cina, a Ürümqi, e l'Iran, a Mashhad.
Nell'ambito di un graduale processo di consolidamento ed espansione dell'azienda, nel 2011 sono stati acquistati i Boeing 737-300 con i quali, grazie al maggior raggio operativo, offrire voli con destinazione Mosca e San Pietroburgo.
Nel 2015, la compagnia operava su rotte nazionali e internazionali per la Russia, con un traffico totale di 482.000 passeggeri trasportati a fine 2014.
Nel 2016 sono stati aggiunti alla flotta 2 Airbus A320-200.

## Flotta

### Flotta attuale
A maggio 2023 la flotta di Avia Traffic Company è così composta:

### Flotta storica
Avia Traffic Company operava in precedenza con:
- Antonov An-24
- British Aerospace 146-200
- Let L 410

## Incidenti
- Il 22 novembre 2015, il volo Avia Traffic Company 768, un Boeing 737-3Y0, atterrò tanto bruscamente sulla pista dell'aeroporto di Oš da far collassare il carrello di atterraggio. L'aereo scivolò fuori pista con il motore sinistro strappato dal suo supporto. Non ci furono vittime nell'incidente, ma 14 persone rimasero ferite, di cui 4 in modo grave.[7]